# Neu-Listernohl
Neu-Listernohl ist ein Ortsteil der Stadt Attendorn im Kreis Olpe (Nordrhein-Westfalen) und hat 1.176 Einwohner (Stand 30. Juni 2024).

## Lage
Neu-Listernohl liegt östlich von Petersburg, südwestlich von Attendorn, direkt nördlich der Ihne und nördlich des Biggesees.

## Geschichte
Neu-Listernohl wurde im Zuge des Baus der Biggetalsperre ab 1960 am heutigen Standort neu erbaut. Der ehemalige Ort Listernohl lag im Bereich des damals geplanten Stausees und musste dadurch umgesiedelt werden. Listernohl konnte bis dahin auf eine 700-jährige Geschichte zurückblicken.
Ende 1963 war die Umsiedlung abgeschlossen, und man begann damit, das alte Dorf einzuebnen.

### Einwohnerentwicklung
| Jahr | Einwohner |
| ---- | --------- |
| 2015 | 1.116     |
| 2020 | 1.104     |

## Sehenswürdigkeiten
Mittelpunkt des Ortes ist die katholische St.-Augustinus-Kirche.

## Vereine
- St. Augustinus Schützenverein 1893 e. V.
- Dorfverein Neu-Listernohl e. V.
- Sportclub LWL 05